# Rußmühle (Kronach)
Rußmühle ist ein Gemeindeteil der Kreisstadt Kronach im Landkreis Kronach (Oberfranken, Bayern).

## Geographie
Die Einöde liegt am linken Ufer der Rodach und am Teufelsgraben, der 100 Meter westlich als linker Zufluss in die Rodach mündet. Im Norden am rechten Ufer der Rodach befindet sich das Industriegebiet An der Rodach.

## Geschichte
Gegen Ende des 18. Jahrhunderts wurde die Rußmühle als Mahl- und Schneidmühle betrieben. Sie gehörte zur Stadt Kronach. Das Hochgericht übte das bambergische Centamt Kronach aus, Grundherr des Anwesens war das Kastenamt Kronach.
Mit dem Gemeindeedikt wurde Rußmühle dem 1808 gebildeten Steuerdistrikt und der im gleichen Jahr gebildeten Munizipalgemeinde Kronach zugewiesen.

### Einwohnerentwicklung
| Jahr      | 001818 | 001861 | 001871 | 001885 | 001900 | 001925 | 001950 | 001961 | 001970 | 001987 |
| Einwohner |        | 10     | *      | *      | 7      | 9      | 13     | 8      | 17     | 6      |
| Häuser    | 2      |        |        | *      | 2      | 2      | 2      | 5      |        | 2      |
| Quelle    | [ 5 ]  | [ 7 ]  | [ 8 ]  | [ 9 ]  | [ 10 ] | [ 11 ] | [ 12 ] | [ 13 ] | [ 14 ] | [ 1 ]  |

## Religion
Der Ort ist römisch-katholisch geprägt und nach St. Johannes der Täufer (Kronach) gepfarrt.